# 林德西湖 (佛羅里達州)
蓮絲湖（英語：Lake Lindsey）是位於美國佛羅里達州赫爾南多縣的一個人口普查指定地區。

## 地理
蓮絲湖的座標為28°38′01″N 82°21′44″W / 28.63361°N 82.36222°W，而該地最高點為海拔高度30米（即98英尺）。

## 人口
根據2010年美國人口普查的數據，蓮絲湖的面積為0.23平方千米，當中陸地面積為0.23平方千米，而水域面積為0.00平方千米。當地共有人口71人，而人口密度為每平方千米308人。